# Тринитрат брома
Тринитрат брома — неорганическое соединение
нитропроизводное брома с формулой Br(NO3)3.

## Получение
- Действие избытка нитрата серебра на спиртовой раствор брома:

{\displaystyle {\mathsf {2Br_{2}+3AgNO_{3}\ {\xrightarrow {}}\ Br(NO_{3})_{3}+3AgBr}}}
- Реакция трифторида брома и азотной кислоты:

{\displaystyle {\mathsf {BrF_{3}+3HNO_{3}\ {\xrightarrow {}}\ Br(NO_{3})_{3}+3HF}}}

## Физические свойства
Тринитрат брома образует твёрдое вещество,
которое плавится при температуре 48°С с разложением.